# Lappen und Eiderbachgraben
Das Naturschutzgebiet Lappen und Eiderbachgraben liegt auf dem Gebiet der Städte Buchen (Odenwald) und Walldürn im Neckar-Odenwald-Kreis in Baden-Württemberg. Das aus zwei Teilflächen bestehende Gebiet erstreckt sich südlich der Kernstadt Walldürn entlang des Eiterbaches zu beiden Seiten der B 27.

## Bedeutung
Das rund 63 ha große Gebiet steht seit dem 18. Dezember 1996 unter der Kenn-Nummer 2.204 unter Naturschutz. Die Vegetation ist stark vom wasserstauenden Rötuntergrund geprägt. In Abhängigkeit von der Dauer der Überflutung und der jeweiligen Bewirtschaftung konnten sich in der Talaue des Eiderbaches verschiedene Wiesen- und Brachegesellschaften ausbilden, die eng miteinander verzahnt sind und ein wertvolles Vegetationsmosaik darstellen und als Lebensraum zahlreicher gefährdeter Pflanzen- und Tierarten dienen und einen überregional bedeutsamen Rastplatz für durchziehende Wasservögel bilden.

## Schutzzweck
Schutzzweck des Naturschutzgebietes ist gemäß Schutzgebietsverordnung die Erhaltung
- und Entwicklung der "Lappenwiesen "und ihrer Seggenriede, Naßwiesen und Feuchtbrachen als überregional bedeutsames Wat- und Wasservogelrastgebiet,
- und Entwicklung hochwertiger Biotoptypen, die durch ihr weites Spektrum, das von extrem nass bis mäßig trocken reicht, als Lebensraum zahlreicher gefährdeter Tier- und Pflanzenarten dienen,
- und Entwicklung extensiv genutzter Wirtschaftswiesen als Brutbiotop, insbesondere wiesenbrütender Vogelarten,
- und Erweiterung der temporär oder ganzjährig zur Verfügung stehenden Wasserflächen als Laichgelegenheiten und Refugien der im Gebiet vorkommenden Amphibien und Insektenarten,
- des Weidenbruchs als prägender Landschaftsbestandteil.